# Војо Лучић
Војо Лучић је директор Књажевско-српског театра, магистар наука у области продукције драмских уметности и медија.

## Биографија
Рођен је у Сарајеву где је провео детињство и завршио Прву сарајевску гимназију. Током школовања био је члан драмског студија при Радио-телевизији Сарајево који је водио редитељ Тонко Марчић.
Од своје деветнаесте године живи у Крагујевцу, где 1994. оснива алтернативну позоришну групу „Театар Сунце” која изводи хуманитарне представе и из које се временом развило и данас активно Удружење за социјални развој „СУНЦЕ“ .
Завршио је Академију лепих уметности у Београду, дипломиравши са темом „Звездара Театар – савремени концепт позоришта, досадашња искуства и могућности унапређења”, а магистрирао на Факултету драмских уметности у Београду са тезом: „Функционални механизми за примену партиципативног мониторинга и евалуације у култури” код ментора проф. др Весне Ђукић. 
Сертификовани је тренер у областима пројектног менаџмента и менаџмента људских ресурса.
Био је консултант за пројектни менаџмент у УНИЦЕФ-у, радио је и за Делегацију Европске уније у Србији, Тим за социјално укључивање и смањење сиромаштва Владе Реплубике Србије и Сталну конференцију градова и општина.
Одлуком Скупштине града Крагујевца, у новембру 2012. године, ступио је на дужност в. д. директора, а 29. марта 2013. године изабран је за директора Књажевско-српског театра.

## Публикације
- Корак до одрживости пројеката
- Менаџерске вештине

## Награде
- Годишња награда Књажевско-српског театра (Дан Књажевско-српског театра 2022)[3]